# 라이언 전
라이언 전(Ryan Jhun, 1979년 2월 28일 ~ )은 대한민국의 작곡가이자 음악 프로듀서로, 마켄엔터테인먼트의 대표이자 에이팀의 총괄 프로듀서이다.
1979년 2월 대한민국 부산에서 태어났다. 4살 때부터 건반을 잡는 등 음악에 대한 재능이 있었다. 1996년 가족들과 함께 미국으로 이주했다. 고등학생때는 오케스트라와 밴드부에서 트럼펫과 드럼을 연주했다. 20세인 1998년부터는 작곡가의 길을 걸었다.
2006년 경까지 클럽 DJ 등을 하면서 자신이 만든 노래를 들고 미국 음반사를 찾아다녔다. 미국에서의 작곡가 데뷔가 여의치 않자 클럽 DJ 등을 하며 모은 돈으로 대한민국으로 왔다. 여러 회사와 접촉하던 중 SM 엔터테인먼트와 미팅이 성사되어 작곡가의 길을 본격적으로 걷게 됐다.
2009년 9월 마크 욤(Mark Yom)과 함께 뉴욕과 서울에 위치한 마켄 엔터테인먼트를 설립했다. 그해 9월 11일 이효리와 판웨이보가 부른 현대자동차 광고 'As Long As I Love You'를 시작으로 꾸준히 작품 활동을 이어오고 있다. 동방신기, 엑소, 슈퍼주니어, 레드벨벳 등 SM 엔터테인먼트 소속 아티스트들의 작품을 주로 만들었다.
2016년에는 PRODUCE 101의 프로듀서로 출연해 'Yum Yum', 'Fingertips', 'Crush' 3곡을 발표했다. 이때의 인연으로 이후 아이오아이의 'Whatta Man'의 작곡에 참여했다. 프로듀스 101 참여 이후 팬 커뮤니티인 디씨인사이드 라이언전 갤러리에서 수차례 글을 남기는 등 꾸준히 활동하고 있다.
2016년 7월 빌보드 인터뷰에서는 다이아, 티아라 등 MBK 엔터테인먼트 아티스트들과 작업중이라고 밝혔다.
2017년 1월 19일 에이팀 엔터테인먼트의 총괄 프로듀서로 영입됐다.

## 작품 목록
라이언전의 작품은 대부분 마켄 엔터테인먼트 소속 등 여타 프로듀서들과의 공동 작업물이다. SM 엔터테인먼트 소속 가수들을 비롯, 아이돌 가수들의 작품을 많이 생산했다.
빌보드와의 인터뷰에서 라이언전은 이효리의 'Chitty Chitty Bang Bang'이 자신의 데뷔곡이라고 밝혔다. 인터뷰에서 라이언전은 다음 작품인 샤이니의 'Lucifer'가 자신의 정체성을 형성해준 곡으로 꼽았다. 원래는 여성 가수를 염두에 둔 곡이었으나, SM 엔터테인먼트 유영진 프로듀서와의 작업 끝에 새로운 곡으로 재탄생했다.
| 음반                                                             | 연도   | 곡                                 | 작곡 | 편곡 |
| ---------------------------------------------------------------- | ------ | ---------------------------------- | ---- | ---- |
| 강타                                                             |        |                                    |      |      |
| 미니 1집 "Home" Chapter 1                                        | 2016년 | Calling Out For You                | 공동 | 공동 |
| 동방신기                                                         |        |                                    |      |      |
| 일본 정규 5집 "TONE"                                             | 2011년 | B.U.T (BE-AU-TY)                   | 공동 | 공동 |
| 스페셜 앨범 "RISE AS GOD"                                        | 2015년 | 샴페인 (Champagne)                 | 공동 | 공동 |
| 슈퍼주니어                                                       |        |                                    |      |      |
| 정규 4집 "미인아 (BONAMANA)" (리패키지 포함)                     | 2010년 | Shake It Up!                       | 공동 | 공동 |
| 정규 4집 "미인아 (BONAMANA)" (리패키지 포함)                     | 2010년 | 너 같은 사람 또 없어 (No Other)    | 공동 | 공동 |
| 정규 5집 "Mr.Simple"                                             | 2011년 | Walkin'                            | 공동 | 공동 |
| 정규 5집 "Mr.Simple"                                             | 2011년 | My Love, My Kiss, My Heart         | 공동 |      |
| 슈퍼주니어-D&E                                                   |        |                                    |      |      |
| 미니 1집 "The Beat Goes On"                                      | 2015년 | Breaking Up                        | 공동 | 공동 |
| 소녀시대                                                         |        |                                    |      |      |
| 정규 5집 "Lion Heart"                                            | 2015년 | You Think                          | 공동 | 공동 |
| 태연                                                             |        |                                    |      |      |
| 미니 1집 "I"                                                     | 2015년 | I                                  | 공동 | 공동 |
| J-Min                                                            |        |                                    |      |      |
| 미니 1집 "Shine"                                                 | 2014년 | 비밀편지 (Secret Letter)           | 공동 |      |
| 싱글 3집 "Ready For Your Love"                                   | 2016년 | Ready For Your Love                | 공동 | 공동 |
| SHINee                                                           |        |                                    |      |      |
| 정규 2집 "Lucifer" (리패키지 포함)                               | 2010년 | Lucifer                            | 공동 | 공동 |
| 정규 2집 "Lucifer" (리패키지 포함)                               | 2010년 | Get It                             | 공동 | 공동 |
| 정규 3집 "Chapter 2. Why So Serious? – The Misconceptions of Me" | 2013년 | Excuse Me Miss                     | 공동 | 공동 |
| 정규 4집 "Odd" (리패키지 포함)                                   | 2015년 | View                               | 공동 | 공동 |
| 정규 4집 "Odd" (리패키지 포함)                                   | 2015년 | Married To The Music               | 공동 | 공동 |
| 태민                                                             |        |                                    |      |      |
| 정규 1집 "Press It"                                              | 2016년 | One By One                         | 공동 | 공동 |
| 정규 1집 "Press It"                                              | 2016년 | Mystery Lover                      | 공동 |      |
| 정규 1집 "Press It"                                              | 2016년 | Sexuality                          | 공동 | 공동 |
| f(x)                                                             |        |                                    |      |      |
| 정규 1집 "피노키오 (Danger)"                                     | 2011년 | My Style                           | 공동 | 공동 |
| 정규 1집 "피노키오 (Danger)"                                     | 2011년 | Lollipop                           | 공동 | 공동 |
| 정규 4집 "4 Walls"                                               | 2015년 | Deja Vu                            | 공동 | 공동 |
| 정규 4집 "4 Walls"                                               | 2015년 | X                                  | 공동 | 공동 |
| 정규 4집 "4 Walls"                                               | 2015년 | Diamond                            | 공동 | 공동 |
| EXO                                                              |        |                                    |      |      |
| 정규 1집 "XOXO (KISS＆HUG)"                                      | 2013년 | 피터팬 (Peter Pan)                 | 공동 | 공동 |
| 라이브 앨범 "EXOLOGY CHAPTER 1 : THE LOST PLANET"                | 2014년 | December, 2014 (The Winter's Tale) | 공동 | 공동 |
| 정규 2집 "EXODUS" (리패키지)                                     | 2015년 | LOVE ME RIGHT                      | 공동 | 공동 |
| 정규 3집 "EX'ACT"                                                | 2016년 | Cloud 9                            | 공동 | 공동 |
| Red Velvet                                                       |        |                                    |      |      |
| 정규 1집 "The Red"                                               | 2015년 | Dumb Dumb                          | 공동 | 공동 |
| 정규 1집 "The Red"                                               | 2015년 | Campfire                           | 공동 | 공동 |
| 정규 1집 "The Red"                                               | 2015년 | Red Dress                          | 공동 | 공동 |
| 정규 1집 "The Red"                                               | 2015년 | Don't U Wait No More               | 공동 |      |
| 미니 6집 "'The Reve Festival' Day 1"                             | 2019년 | LP                                 | 공동 | 공동 |
| 미니 7집 "'The Reve Festival' Day 2"                             | 2019년 | Love Is The Way                    | 공동 |      |

| colspan="5" style="background: pink;text-align:center;" | NCT DREAM
|-
|싱글 1집 "The First"
|2017년
|마지막 첫사랑 (My First And Last)
|style="background: #D0E6FF;"|공동
|style="background: #D0E6FF;"|공동
|}

### 기타
- 이효리 - Want Me Back
- 이효리 - So Cold
- 이효리 - Chitty Chitty Bang Bang
- 이효리 - Scandal
- 이효리 - 100 Percent
- 스피카 - 화
- 스피카 - Up N Down
- 스피카 - Since You're Out Of My Life
- 스피카 - Painkiller
- 스피카 - No More
- 유키스 - Stop Girl
- 유키스 - Tick Tock
- 유키스 - Top That
- 유키스 - Someday
- 유키스 - Standing Still
- 유키스 - Neverland
- 유키스 - Intro
- 유키스 - Imma New Thang
- 유키스 - Baby Don't Cry
- 7 Go Up - Yum Yum (PRODUCE 101)
- Pinkrush - Fingertips (PRODUCE 101)
- 아이오아이 - Crush
- 아이오아이 - Whatta Man (앨범에는 라이언 전이 작곡자로 참여했으나 음저협 홈페이지엔 나오지 않음, Salt 'N' Pepa - Whatta Man 샘플링)
- 타히티 - Tonight
- 타히티 - Hasta Luego
- 타히티 - pretty Face
- 타히티 - Blow My Speakers Out
- 효민 - Sketch (작곡만)
- 효민 - Gold
- 효민 - Road Trip
- 초신성 - Stop Girl
- 초신성 - Addicted
- 원더보이즈 - 타잔
- 신지수 - X같은그녀
- 걸스데이 - 잘해줘봐야
- VAV - 겨울잠
- 페이 - 괜찮아 괜찮아 (작곡만)
- 조권 - 괜찮아요
- 15& - Somebody (작곡만)
- 윤학(초신성) - Chemistry
- 뉴이스트 - Story Book
- LC9 - Ready Set Go
- B1A4 - In The Air
- 멜로디데이 - Love Me (작곡만)
- 청림 - First Class
- 소년공화국 - Get Down
- 씨앗 feat. 한해 - Cupcake
- 피에스타 - Apple Pie
- 백지영 - Bad Girl
- 마이클 런스 투 락 - Eternal Love (작사만)
- 아이즈원 - eyes
- 지연 - Take a hike
- 《방과후 설렘》 - SAME SAME DIFFERENT
- 아이브 - 일레븐
- 클라씨 - UP, SHUT DOWN, TELL ME ONE MORE TIME, SUPER COOL, FEELIN' SO GOOD

## 방송
- 2009년 12월 - SBS 《일요일이 좋다》[4]
- 2016년 3~4월 - 엠넷 《PRODUCE 101》
- 2023년 2월 - JTBC 《피크타임》

## 수상 목록
- 2022년 제11회 가온차트 뮤직 어워즈 올해의 작곡가상
- 2022년 KBS 연예대상 베스트 커플상 (with 김승수)
- 2023년 《써클차트 뮤직 어워즈》 올해의 작곡가상
- 2023년 제15회 멜론뮤직어워즈 송라이터상